# 交響曲第1番 (マルティヌー)
交響曲第1番は、ボフスラフ・マルティヌーがクーセヴィツキー音楽財団の依頼で1942年に作曲した交響曲。

## 概要
1942年9月1日に完成し、同年11月13日、セルゲイ・クーセヴィツキー指揮ボストン交響楽団定期演奏会にて初演された。ヨーロッパ初演は、スイス・ロマンド管弦楽団指揮エルネスト・アンセルメにより2月28日に行われ、その後ジョン・バルビローリ指揮バーミンガム市交響楽団の演奏でイギリス初演が行われた。フランス初演はシャルル・ミュンシュ指揮パリ音楽院管弦楽団により行われた。曲はクーセヴィツキーの妻ナタリーに捧げられている。

## 楽器編成
ピッコロ1、フルート2、オーボエ2、クラリネット3、ファゴット2、コントラファゴット1、ホルン4、トランペット3、トロンボーン3、チューバ1、イングリッシュホルン1、ティンパニ1、大太鼓1、小太鼓1、シンバル1、タムタム1、トライアングル1、タンバリン1、ハープ1、ピアノ1、弦五部

## 楽曲構成
第1楽章 Moderato　
ヴァイオリンによって提示される第1主題は、全曲を通して使用される。第2主題は木管とピアノに現れる。

第2楽章 Allegro - Poco moderato
オーボエとヴァイオリンによって提示されるスケルツォ主題は、幾分活気に満ちている。トリオは、オーボエが主題を提示した後、ハープ、ピアノを伴い、トランペットが旋律を現す。

第3楽章 Largo
変ホ短調、3/2拍子

第4楽章 Allegro non troppo